# Chandragupta I
Chandragupta I del Maghada (319-330 o 319-335 o 320-375; fl. IV secolo) è stato il fondatore della dinastia Gupta.

## Biografia
Chandragupta era figlio del re Gupta Ghatotkacha e nipote del fondatore della dinastia Gupta, entrambi chiamati Maharaja ("grande re") nell'iscrizione del Pilastro di Allahabad. Chandragupta assunse il titolo di Maharajadhiraja ("grande Raja dei Raja") ed emise monete d'oro, il che suggerisce che fu il primo sovrano imperiale della dinastia.
Chandragupta regnò certamente nel primo quarto del IV secolo d.C., ma il periodo esatto del suo regno è incerto. La sua assunzione del titolo di Maharajadhiraja ha portato a suggerire che egli abbia fondato l'era del calendario Gupta e che l'epoca di quest'era segni la sua incoronazione. Sulla base di questo argomento, diversi storici, tra cui V. A. Smith e P. L. Gupta, datano l'ascesa di Chandragupta al 319-320 d.C., che ritengono essere l'inizio dell'era Gupta. Tuttavia, si tratta di una mera supposizione e l'identità del fondatore dell'era Gupta non è certa. Alcuni storici, come D. C. Sircar e R. C. Majumdar, teorizzano che l'era Gupta segni l'incoronazione del figlio Samudragupta.
S. R. Goyal teorizza che l'era sia stata avviata dal successivo re Chandragupta II, ma il suo inizio è stato datato all'ascesa di Samudragupta.

## Regno
Di Chandragupta si sa ben poco ma l'estensione territoriale del regno di Chandragupta non è nota, ma doveva essere sostanzialmente più grande di quello dei precedenti re Gupta, dato che Chandragupta portava il titolo di Maharajadhiraja. Gli storici moderni hanno cercato di determinare l'estensione del suo regno basandosi sulle informazioni dei Purana e sull'iscrizione del Pilastro di Allahabad rilasciata da suo figlio Samudragupta.
L'iscrizione del pilastro di Allahabad nomina diversi re sottomessi da Samudragupta. Sulla base dell'identità di questi re, diversi storici moderni hanno cercato di determinare l'estensione del territorio che egli doveva aver ereditato da Chandragupta. Ad esempio, poiché il re della parte settentrionale della regione del Bengala non è menzionato tra i re sottomessi da Samudragupta, questi storici ipotizzano che il Bengala settentrionale facesse parte del regno di Chandragupta. Tuttavia, tali conclusioni non possono essere fatte con certezza, poiché l'identità di molti dei re sottomessi da Samudragupta è oggetto di dibattito.
Secondo lo storico R. C. Majumdar, il regno di Chandragupta potrebbe aver incluso tutto l'attuale Bihar e una parte degli attuali Uttar Pradesh e Bengala. Lo storico Dilip Kumar Ganguly ritiene che governasse un grande regno che si estendeva da Allahabad, a ovest, fino al fiume Gange, nel Bengala, a est.  Lo storico Ashvini Agrwal afferma che il suo regno comprendeva l'Uttar Pradesh centrale e orientale (compresi Prayaga e Awadh) e il Bihar, ma non il Bengala.